# Hibiscus calcicola
Hibiscus calcicola är en malvaväxtart som beskrevs av Juswara och Craven. Hibiscus calcicola ingår i Hibiskussläktet som ingår i familjen malvaväxter. Inga underarter finns listade i Catalogue of Life.